# Синовит коленного сустава
Синовит коленного сустава — это заболевание коленного сустава, характеризующееся болью или неким дискомфортом при движении, сгибании и разгибании колена.

## Причина
Причиной подобного дискомфорта является скопление синовиальной жидкости различной этиологии, например, повреждение связок, мениска или наличие инфекции вследствие перенесенного ранее заболевания.

## Диагностика
Диагностировать заболевание может ревматолог.

## Лечение
Лечение назначает ревматолог в зависимости от ситуации. Обычно на опухший сустав накладывается эластичный бинт, используется лангета или специальный бандаж для коленного сустава.